# Ochropleura cirphisioides
Ochropleura cirphisioides är en fjärilsart som beskrevs av Köhler 1955. Ochropleura cirphisioides ingår i släktet Ochropleura och familjen nattflyn. Inga underarter finns listade i Catalogue of Life.